# Земская медицина

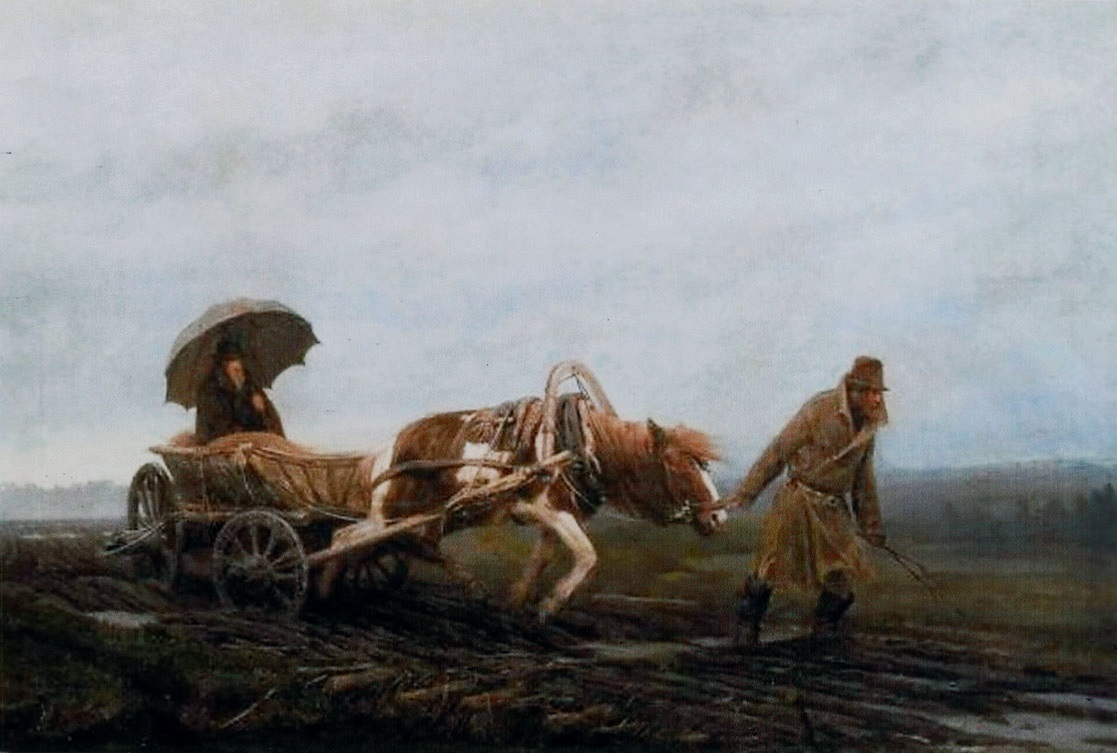
И. И. Творожников. «Бездорожье в Тверской губернии. Земский врач»

Зе́мская медицина — первая в Российской империи форма медицинского обслуживания сельского населения. Возникла сразу после отмены крепостного права.
До её возникновения практически единственным источником медицинской помощи в сельских районах были знахари.

## История

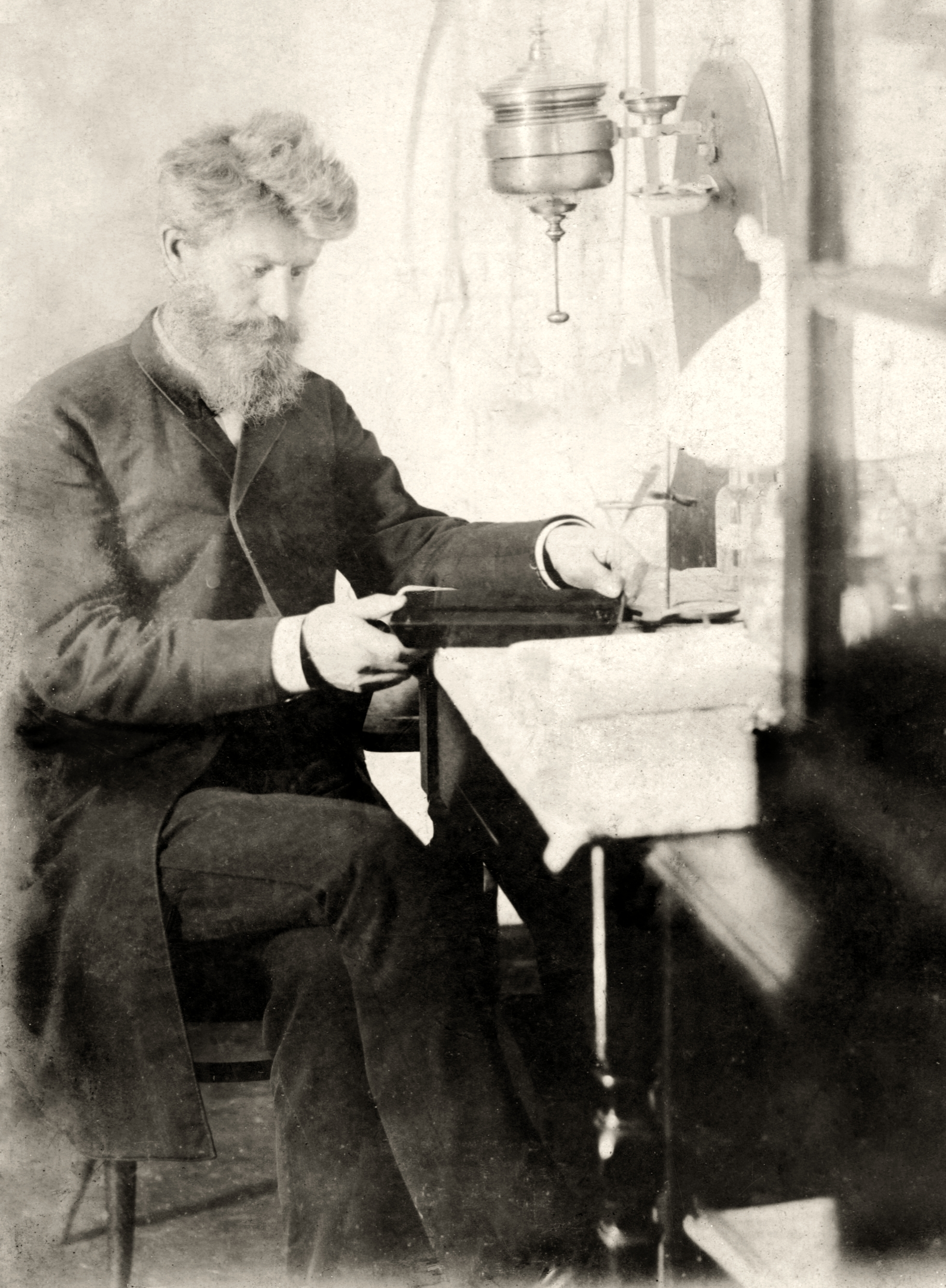
Земский врач И. А. Прощаков (1880-е годы)

В 1864 году в результате земской реформы Александра II в России было введено земское самоуправление. В некоторых губерниях на земства была возложена забота о народном здравоохранении, поэтому была создана земская медицина. В становлении земской медицины большую роль играли научные общества, например, Общество русских врачей, Общество донских врачей (учреждённое в 1871 году) и другие.
С появлением земской медицины произошло изменение в представлении о роли медика: от врача и/или фельдшера, продающего услуги за деньги, до медицины как социальной службы. Развитие земской медицины привело к увеличению числа как врачей, так и фельдшеров.
Одним из важных мероприятий земской медицины были массовые санитарно-статистические исследования заболеваемости, физического развития и демографии с целью улучшения санитарии в России и организации медицинской помощи крестьянству. На этом поприще прославились многие земские врачи: Б. А. Зингер и другие.
В 1888—1892 годах в Чернигове и в 1892—1894 годах в Полтаве издавалась еженедельная газета «Земский врач». В газете публиковались теоретические исследования в области медицинской статистики, фабричной и земской медицины, а также практические советы медикам.

## Организация
Первоначально врач, приглашённый земством, объезжал фельдшерские пункты уезда, сам проживая в городе. Затем эта система была заменена стационарной, когда на селе появилась участковая больница, состоящая из стационара на 5-10 коек, амбулатории, родильного и сифилитического отделения, квартиры для врача и др.
К 1910 году было создано 2686 врачебных участков, на службе у земств состояло 3100 врачей, при этом каждый врач в среднем обслуживал участок радиусом примерно 17 вёрст, где проживало 28 тысяч человек. М. А. Булгаков, работавший земским врачом в Смоленской губернии, ярко описал этот период своей жизни в повести «Морфий» и сборнике рассказов «Записки юного врача».
Организация медпомощи по принципу территориальной участковости, присущая земской медицине, легла в основу разработанной Н. А. Семашко модели советского здравоохранения, просуществовала в течение всего советского периода и позже перешла по наследству к российской медицине.